# Kwartierlijke Academie van Nijmegen
De Kwartierlijke Academie van Nijmegen was een universiteit in Nijmegen tussen 1655 en circa 1680.

## Oprichting Illustere school
De Kwartierlijke Academie was opgericht op initiatief van Johan Smetius en Lambert Goris als Illustere school. Aanleiding was dat Nijmegen als Gelderse hoofdstad geen universiteit had en de Illustere school in Harderwijk opgewaardeerd was tot universiteit met promotierechten. In 1653, na de dood van zowel Smetius als Goris, nam het Kwartier van Nijmegen het besluit tot oprichting en in 1655 ging de Illustere school van start in de vroegere Commanderie van Sint Jan. 
De Staten van Gelre en Zutphen hebben nooit hun goedkeuring gegeven aan de oprichting van deze universiteit. Volgens het Hof van Gelre en Zutphen had een staatsrechtelijk onbevoegde instantie (het Kwartier van Nijmegen) de universiteit gesticht en waren de hoogleraren niet gemachtigd om rechtsgeldige graden te verlenen. Gelre heeft daarom ook altijd geweigerd om Nijmeegse gepromoveerden als advocaat toe te laten maar daarbuiten werden de graden wel erkend.

## Opkomst en onderwijs

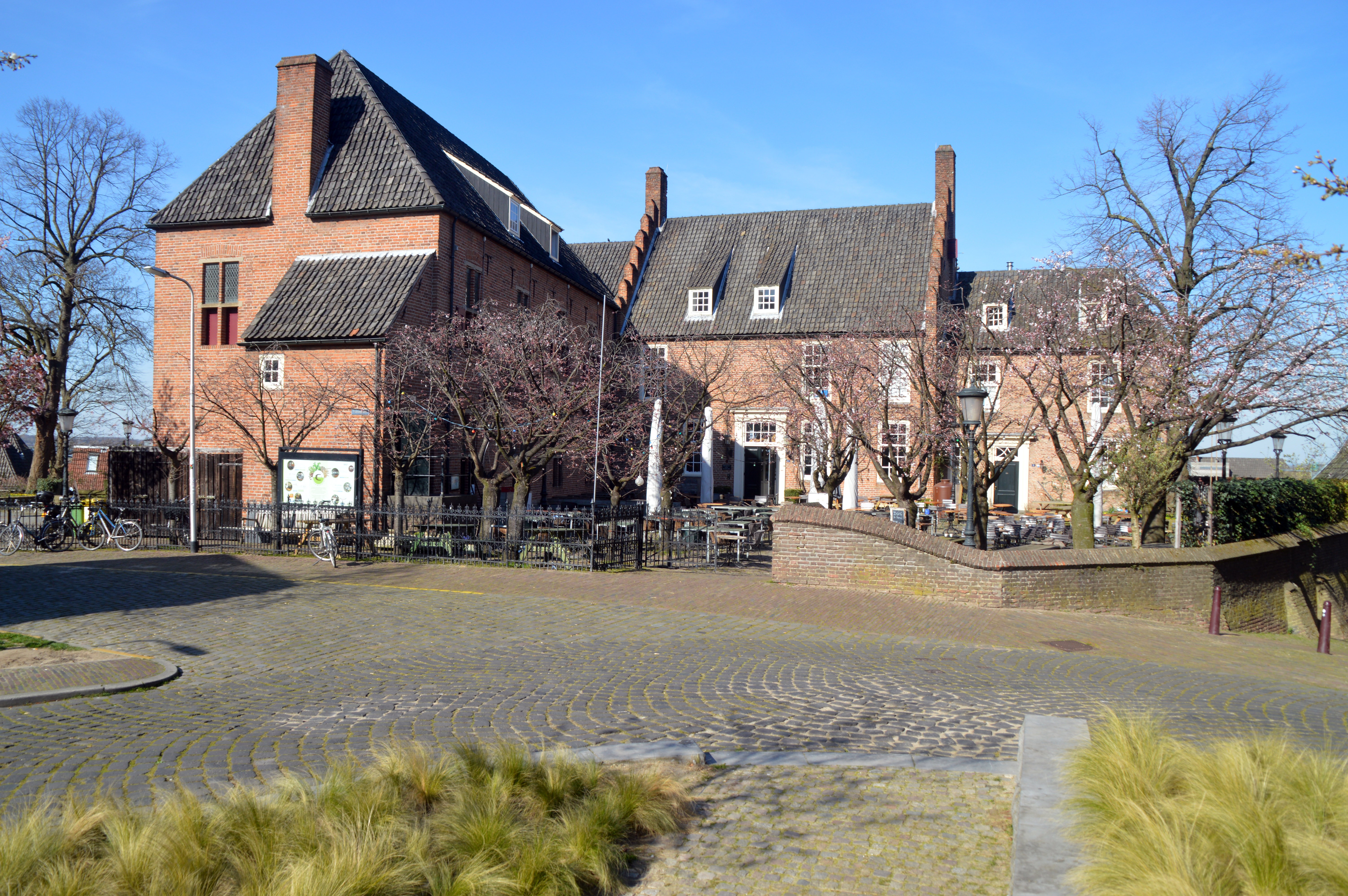
Commanderie van St Jan, voormalige zetel van de academie

In 1656 werd de status van de school door de staten van het kwartier opgewaardeerd tot een universiteit met promotierechten. Ook de lokale overheid gaf veel steun aan de academie en deze was een concurrent voor de gewestelijke universiteit in Harderwijk. Er werden verschillende voorname hoogleraren aangetrokken onder wie Petrus de Greve (rechtsgeleerdheid en rector-magnificus in Harderwijk), Christophorus Wittichius (godgeleerdheid, afkomstig van de Oude Universiteit Duisburg), de Waal Guillaume Soudan (wijsgerig onderwijs) en Johannes Schultingius (geschiedenis en welsprekendheid). De twee laatstgenoemden maakten onderdeel uit van de letterenfaculteit. Ook was er onderwijs in de medische wetenschappen, anatomie en scheikunde.
De academie was gehuisvest in de Commanderie van Sint Jan, waarbij een speciale toegangspoort gemaakt werd. Het motto van de academie was Renovabitur iuventus tua ut aquilae, sub umbra alarum tuarum (Uw jeugd zal vernieuwd worden als een arend, onder de schaduw van uw vleugels) naar psalm 103:5 en 17:8. De academie had een calvinistische grondslag.
In 1659 kreeg de universiteit een academieraad en eigen rechtbank, waarmee het alle elementen van een volwaardige universiteit bezat. Tevens werd opnieuw geprobeerd de titel van Gelderse universiteit van Harderwijk naar Nijmegen te halen. Van ongeveer 30 bij oprichting liep het aantal studenten per jaar op tot ongeveer 70 tot 1665. In dat jaar zakte het aantal flink door een pestepidemie, die ook Schultingius fataal werd. Door de pest sloot de universiteit tijdelijk van augustus 1666 tot januari 1667. Hierna bleef het aantal studenten teruglopen. Ook kwam de academie onder vuur te liggen van de universiteiten in het gewest Holland, die allen gestaafd waren op een orthodox calvinistische theologie en aristotelische filosofie. In Nijmegen werden ook de ideeën van René Descartes aangehangen en met name Wittichius kwam in opspraak. Rond 1670 vertrokken Wittichius en Craanen. Daar tegenover stond de komst van Gerard Noodt.

## Neergang
In 1672 was Nijmegen ingenomen door de Fransen en werd het onderwijs gestaakt. In 1674 werd het onderwijs hervat maar kampte de universiteit met een tekort aan studenten en een gebrek aan financiën. In 1675 werd de subsidie door het Kwartier van Nijmegen stopgezet en van de hoogleraren bleven alleen Pels (als stadsarts), Noodt en De Greve (die in 1677 overleed). In 1678 adviseerde het kwartier om de universiteit op te heffen en met het vertrek van Noodt in 1679 verdween de laatste bekende docent. In 1678 en 1682 deed de stad nog tevergeefs subsidieverzoeken aan de prins van Oranje. In die periode werd de universiteit gesloten.
Tot 1795 zijn er nog diverse pogingen tot heroprichting geweest, waarvan die in 1756 de succesvolste was. Er waren al hoogleraren benoemd en de eerste colleges gegeven voordat er negatief bericht over de universiteit kwam uit Den Haag en ook kerkelijke verdeeldheid in Nijmegen leidde begin 1757 tot een snelle sluiting. In 1923 kreeg de stad wederom een universiteit met de oprichting van de Katholieke Universiteit.

## Medewerkers
- Petrus de Greve (rechtsgeleerdheid)
- Christophorus Wittichius (theologie)
- Guillaume Soudan (wijsbegeerte tevens Waals predikant)
- Johannes Schultingius (geschiedenis)
- Jacob Uwens (lector anatomie en scheikunde)
- Michael de Mandeville (stadgeneesheer)
- Christianus Otterus (wiskunde)
- Walter de Mandeville (medicijnen)
- Thomas Pels (medicijnen)
- Theodorus Craanen (wijsbegeerte)
- Samuel Tennelius (geschiedenis)
- Abraham Gulichius (godgeleerdheid, oud student)
- Nicolaes van Hervelt (academiedrukker)
- Johannes Teiler (wijsbegeerte, oud student)
- Gerard Noodt (rechtsgeleerdheid)
- Johannes Braun (Hebreeuwsche oudheden en Oostersche talen tevens Waals predikant)
- Philippus Lotichius (medicijnen 1756-57)
- Hendrik Walter Bornemann
- Abraham Exters Hellenius (theologie 1756-57)